# A Lady's Morals
Pour plus de détails, voir Fiche technique et Distribution.
A Lady's Morals est un film américain réalisé par Sidney Franklin et sorti en 1930. Il a fait l'objet d'un remake en français sous le titre Jenny Lind en 1932.

## Synopsis

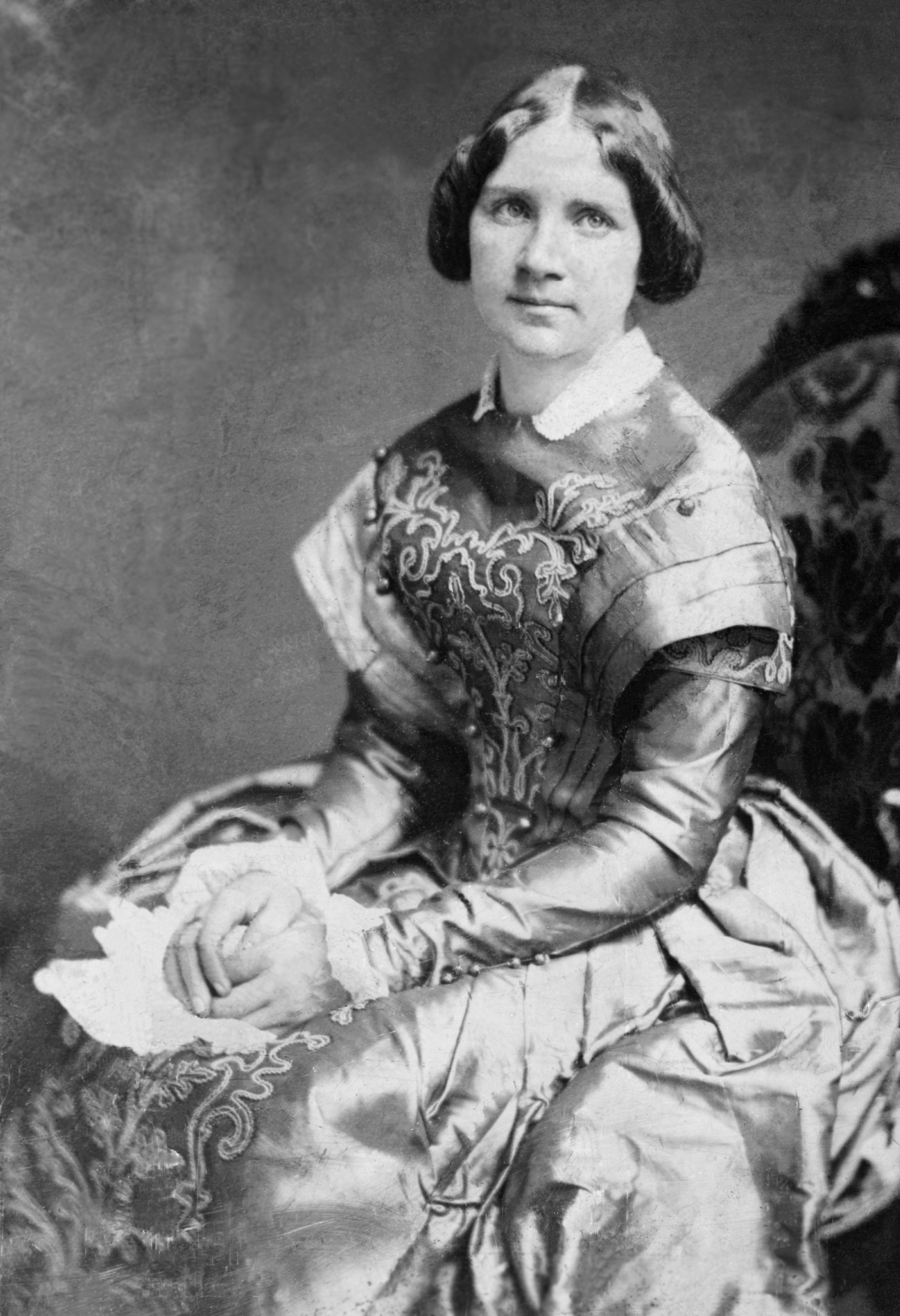
Portrait de la soprano suédoise Jenny Lind.

Le film raconte l'histoire de la chanteuse d'opéra Jenny Lind (1820-1887), vu sous l'angle de ses amours difficiles.

## Fiche technique
- Réalisation : Sidney Franklin
- Scénario : Dorothy Farnum, Hanns Kräly, John Meehan, Arthur Richman, Claudine West
- Producteur : Irving Thalberg
- Photographie : George Barnes
- Montage : Margaret Booth
- Musique : Vincenzo Bellini
- Genre : Romance[3]
- Distributeur : Metro-Goldwyn-Mayer
- Durée : 87 minutes
- Date de sortie :
  - États-Unis : 8 novembre 1930

## Distribution
- Grace Moore : Jenny Lind
- Reginald Denny : Paul Brandt

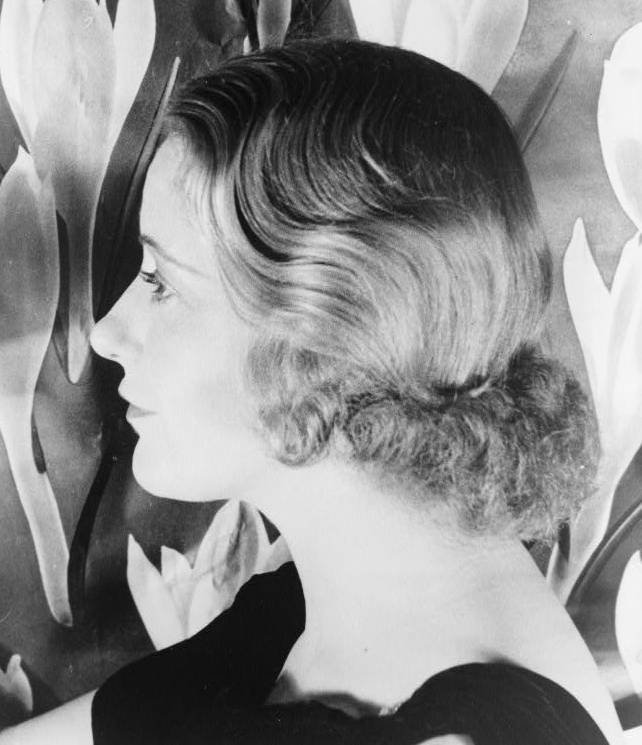
Grace Moore en 1933.

- Wallace Beery : Phineas Taylor Barnum
- Jobyna Howland : Josephine
- Gus Shy : Olaf
- Gilbert Emery : Broughm
- George F. Marion : Innkeeper
- Paul Porcasi : Innkeeper